# Пес патрул: Филмът
„Пес патрул: Филмът“ (на английски: PAW Patrol: The Movie) е канадски компютърно-анимационен филм, базиран на телевизионния сериал „Пес патрул“ (PAW Patrol). Филмът е продуциран от Spin Master, компанията за играчки от оригиналния сериал. Режисиран е от Кал Брънкър, по сценарий на Били Фролик, Брънкър и Боб Барлен, и е продуциран от Дженифър Додж.
Филмът излиза по кината в Съединените щати на 20 август 2021 г. от Парамаунт Пикчърс и е достъпен за стрийминг от Paramount+ от същия ден.
Първият филм на поредицата се сдоби с продължение – „Пес патрул: Супер филмът“, който излиза на 29 септември 2023 г. Третия филм е планиран да излезе през 2026 г.

## Актьорски състав
- Уил Брисбин – Райдър
- Иън Армитдж – Чейс
- Марсай Мартин – Либърти
- Рон Пардо – Кмет Хъмдингър/Капитан Търбот
- Яра Шахиди – доктор Кендра Уилсън
- Ким Кардашиян – Делорес
- Рандъл Парк – Бъч
- Дакс Шепърд – Рубен
- Тайлър Пери – Гъс
- Джими Кимъл – Марти Мъкракър
- Кийгън Хедли – Ръбъл
- Лили Бартлам – Скай
- Кингсли Маршъл – Маршъл
- Калъм Шоникър – Роки
- Шейл Симънс – Зума
- Ким Робъртс – Кмет Гудуей
- Пол Браунщейн – жилав човек
- Ричард Арнолд – жилав човек (английски дублаж)
- Нийл Кроун – Тони
- Моник Алварез – Кармен
- Джамила Рос – операторка, работеща за Марти Мъкракър
- Джош Робърт Томпсън – техник по фойеверките
- Джош Греъм – компютърен глас, който е чул от моторите на Пес патрул.
- Джо Пинг – Барни
- Чарлс Галант – Харис
- Ронан Кийтинг – Харис (английски дублаж)
- Ричард Бинсли – Рокет
- Раул Банеджа – Баща

## В България
В България филмът излиза по кината на същата дата от „Форум Филм България“.

### Синхронен дублаж
| Роля          | Изпълнител               |
| ------------- | ------------------------ |
| Маршъл        | Ася Рачева               |
| Кендра Уилсън | Ася Рачева               |
| Роки          | Мими Йорданова           |
| Детенце       | Мими Йорданова           |
| Зума          | Ивет Лазарова-Торосян    |
| Пътничка      | Ивет Лазарова-Торосян    |
| Момиче        | Ивет Лазарова-Торосян    |
| Чейс          | Цветослава Симеонова     |
| Гудуей        | Цветослава Симеонова     |
| Ръбъл         | Елена Бойчева            |
| Изтупана      | Елена Бойчева            |
| Жена          | Елена Бойчева            |
| Скай          | Мина Костова             |
| Възторжена    | Мина Костова             |
| Мама 2        | Мина Костова             |
| Райдър        | Давид Торосян            |
| Либърти       | Ева Данаилова            |
| Хъмдингър     | Петър Върбанов           |
| Рубен         | Стоян Цветков            |
| Тони          | Стоян Цветков            |
| Шофьор        | Стоян Цветков            |
| Бъч           | Живко Джуранов           |
| Барни         | Живко Джуранов           |
| Капитан Турбо | Димитър Живков           |
| Харис         | Димитър Живков           |
| Марти         | Радослав Рачев           |
| Рокет         | Радослав Рачев           |
| Кармен        | Августина-Калина Петкова |
| Долорес       | Августина-Калина Петкова |
| Други гласове | Чавдар Монов             |

| Обработка           | Андарта Студио |
| ------------------- | -------------- |
| Режисьор на дублажа | Кирил Бояджиев |